# When I Was Your Man
When I Was Your Man är en låt av Bruno Mars fråns hans andra studioalbum Unorthodox Jukebox som släpptes den 15 januari 2013. Låten skriven av Mars själv, Philip Lawrence, Ari Levine och Andrew Wyatt och har genrerna soul och pop.